# Maurice de Limbourg
Pour les articles homonymes, voir Limbourg (homonymie).
Maurice de Limbourg-Styrum (1634-1664) était le comte régnant de Limburg-Styrum-Styrum (en), un comté de l'Allemagne médiévale situé dans la seigneurie de Styrum (en actuelle Rhénanie-du-Nord-Westphalie), et issu de la partition, en 1644, de la Maison de Limburg Stirum.

## Biographie
Maurice était comte de Limbourg et de Bronkhorst, Lord de Styrum, Wisch, Borculo et Gemen. Lorsque la maison de Limbourg-Stirum fut partagée en trois parties (en 1644), il hérita de la partie Styrum et devint le premier membre de la branche Limbourg-Styrum-Styrum.
Maurice était le fils du comte Herman-Othon de Limbourg-Styrum (1592-1644) et de la baronne Anna Magaretha Spies von Büllesheim (1599-1659).
Maurice a épousé sa cousine, la comtesse Maria Bernhardine de Limbourg-Bronckhorst (1637-1713), fille du comte Bernhard Albrecht de Limbourg und Bronckhorst et de son épouse la comtesse Anna Maria de Bergh (décédée en 1653). Le couple a eu deux enfants :  Anna Bernhardine (1659-1701), qui épousa en 1690 le comte Philipp Wilhelm von Hoensbroech (1657-1716), et Moritz Hermann, comte de Limbourg Stirum (1664-1703).